# 151835 Christinarichey
151835 Christinarichey este o planetă minoră (asteroid) din centura de asteroizi. A fost descoperită pe 27 martie 2003 la Goodricke-Pigott Observatory⁠(d) de Vishnu Reddy⁠(d). 
Obiectul prezintă o orbită caracterizată de o semiaxă mare de 2,5770372944032 UAi, o excentricitate de 0,16, o înclinație de 15,4 ° în raport cu ecliptica.